# Hamburger Konservatorium

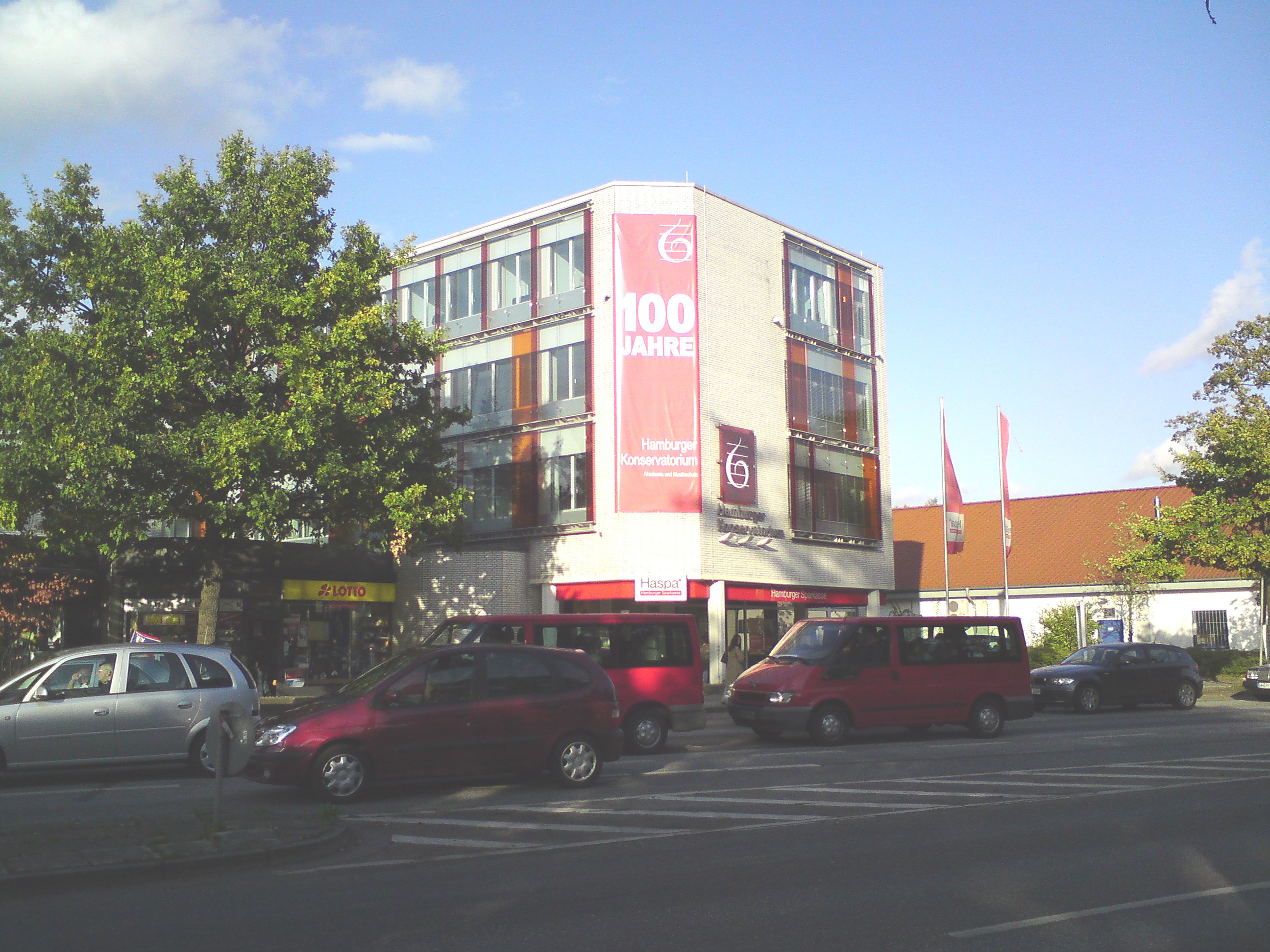
Hamburger Konservatorium in de wijk Sülldorf, Sülldorfer Landstraße 196

Het Hamburger Konservatorium is het oudste, nu nog existerende muziekopleidingsinstituut in het noorden van Duitsland.

## Geschiedenis
Het conservatorium werd in 1908 als Klaer'sches Konservatorium für Musik in het toen tot Pruisen behorende Blankenese, nu een vooraanstaande woonwijk van Hamburg, opgericht. Sinds 1977 is het vertrokken in het speciaal voor het conservatorium concipieerde gebouw in de rustieke wijk Sülldorf. Voordat de Hochschule für Musik und Theater Hamburg opgericht werd, was het "Hamburger Konservatorium" - vooral door menige docenten - erg populair. Het is een van de grootste privé bedreven opleidingsinstituten voor muziek in de Bondsrepubliek Duitsland. Er bestaan de afdelingen academie (muziekstudie), muziekschool (opleiding van amateurs) en een centrum voor hoger opgeleiden en voor concerten.
Er bestaat een samenwerking met de Hochschule für Musik und Theater Hamburg, de Landesmusikakademie Hamburg, de Landesmusikrat Hamburg, de landelijke wedstrijd Jeugd musiceert (Jugend musiziert) en de Statelijke jeugdmuziekschool Hamburg (Staatliche Jugendmusikschule Hamburg).
De directeur van de academie met rond 180 studenten is tegenwoordig (2014) Michael Petermann en de directeur van de muziekschool met rond 1500 scholieren is Markus Menke.